# Choeropais jucunda
Choeropais jucunda är en fjärilsart som beskrevs av Jordan 1904. Choeropais jucunda ingår i släktet Choeropais och familjen nattflyn. Inga underarter finns listade i Catalogue of Life.